# Nolinophanes sicciaecolor
Nolinophanes sicciaecolor är en fjärilsart som beskrevs av Gustaaf Hulstaert 1924. Nolinophanes sicciaecolor ingår i släktet Nolinophanes och familjen björnspinnare. Inga underarter finns listade i Catalogue of Life.